# 熱帶風暴薔蜜 (2014年)
熱帶風暴薔蜜（英語：Tropical Storm Jangmi，國際編號：1423，聯合颱風警報中心：WP232014，菲律賓大氣地球物理和天文管理局：Seniang）為2014年太平洋颱風季第二十三個被命名的風暴。「薔蜜」（장미）一名是由南韓提供，即薔薇，象徵時尚。其氣味雖然芬芳，但莖部常帶有刺；常生於灌木叢中。
薔蜜是造成2014–15年東南亞洪災的元兇之一，造成菲律賓有66人罹難。

## 發展過程

### 形成前期發展狀況
2014年12月23日，一低壓區於帛琉南方海面上生成，美國海軍研究實驗室給予擾動編號98W。
12月25日，美國海軍研究實驗室對其撤銷擾動編號。
12月26日，原擾動98W於帛琉西南方海面上再度發展，美國海軍研究實驗室重新給予擾動編號99W。
12月27日下午2時，日本氣象廳將其升格為熱帶低氣壓。同時，聯合颱風警報中心對其在24小時內形成為熱帶氣旋的機會給予「低」的評級。下午8時，日本氣象廳對其發出烈風警報。香港天文台在未有事先表示「一個熱帶低氣壓似乎在形成中」的情況下，於下午10時將其升格為熱帶低氣壓。
12月28日上午2時30分，聯合颱風警報中心對其評級提升為「中」。上午3時30分，聯合颱風警報中心對其發佈熱帶氣旋形成警報，並對其評級提升為「高」，並對該系統發布熱帶氣旋形成警報。上午5時，菲律賓大氣地球物理和天文管理局將其升格為熱帶低氣壓，由於已進入該機構之責任範圍，故將其命名為仙娘。上午8時，聯合颱風警報中心將其升格為熱帶低氣壓，並給予編號23W。下午2時，中央氣象台將其升格為熱帶低壓。
12月29日上午2時，聯合颱風警報中心將其升格為熱帶風暴。上午4時，該熱帶低氣壓於菲律賓南蘇里高省希納圖安沿海登陸。上午5時，菲律賓大氣地球物理和天文管理局將其升格為熱帶風暴。上午8時，日本氣象廳將其升格為熱帶風暴，並命名為薔薇。同時，中央氣象台將其升格為熱帶風暴。中央氣象局亦將其升格為輕度颱風。上午10時，香港天文台將其升格為熱帶風暴。下午9時，薔薇於菲律賓保和省安達沿海登陸。下午11時，菲律賓大氣地球物理和天文管理局將其降格為熱帶低氣壓。
12月30日上午2時30分，菲律賓大氣地球物理和天文管理局再度將其升格為熱帶風暴。上午4時30分，薔薇於菲律賓宿霧省阿爾高沿海登陸。上午8時，薔薇於菲律賓東內格羅省拉利伯塔德沿海登陸。下午8時，聯合颱風警報中心將其降格為熱帶低氣壓。
12月31日上午8時，聯合颱風警報中心對其發出最後的警報。同時，香港天文台將其降格為熱帶低氣壓。中央氣象台亦將其降格為熱帶低壓。聯合颱風警報中心亦對其發出最後警報（第13報）。上午10時，菲律賓大氣地球物理和天文管理局將其降格為熱帶低氣壓。下午8時，日本氣象廳將其降格為熱帶低氣壓。下午11時，中央氣象台對其停止編號。下午9時30分，菲律賓大氣地球物理和天文管理局將其降格為低壓區，發布最後一報熱帶氣旋資訊（第16報）。
2015年1月1日上午1時，香港天文台將其降格為低壓區。下午2時，聯合颱風警報中心對其在24小時內形成為熱帶氣旋的機會給予「LOW」的評級。下午8時，薔薇於馬來西亞沙巴山打根省勿盧蘭沿海登陸。
1月2日上午8時，日本氣象廳將其降格為低壓區。

### 後期重新發展
自1月2日開始，其背風低壓於沙巴以西海面上發展，美國海軍研究實驗室重新給予擾動編號90W。上午8時，聯合颱風警報中心對其在24小時內形成為熱帶氣旋的機會直接給予「MEDIUM」的評級。下午2時，日本氣象廳再次將其升格為熱帶低氣壓。同時，聯合颱風警報中心對其發佈熱帶氣旋形成警報，並對其評級提升為「HIGH」。
1月3日下午2時，聯合颱風警報中心撤銷熱帶氣旋形成警報，並對其評級降級為「LOW」。1月4日下午2時，聯合颱風警報中心對其取消評級。下午8時，日本氣象廳將其降格為低壓區。

### 強度調整
其後，於日本氣象廳所發布的最佳路徑中，將其風速上調至40節，氣壓則下調至996百帕。

## 影響

### 菲律賓
當地發出之最高熱帶氣旋警告：二號風暴信號
12月28日上午5時，菲律賓大氣地球物理和天文管理局將已進入責任範圍的低壓區升格為熱帶低氣壓，並命名為Seniang（仙娘），開始發布第一報熱帶氣旋資訊，同時發出一號風暴信號。
12月29日上午5時，菲律賓大氣地球物理和天文管理局將其升格為熱帶風暴，並發出二號風暴信號。下午11時，菲律賓大氣地球物理和天文管理局將其降格為熱帶低氣壓，並解除二號風暴信號。不過菲律賓大氣地球物理和天文管理局在翌日（30日）凌晨2時半再次將其升格為熱帶風暴，同時再度發出二號風暴信號，相距解除信號僅3小時半。
12月31日上午10時，菲律賓大氣地球物理和天文管理局將其降格為熱帶低氣壓，並解除二號風暴信號。下午9時30分，菲律賓大氣地球物理和天文管理局將其降格為低壓區，發布最後一報熱帶氣旋資訊（第16報），並解除一號風暴信號。

## 熱帶氣旋信號使用紀錄
| 菲律賓大氣地球物理和天文管理局 風暴信號 | 菲律賓大氣地球物理和天文管理局 風暴信號 | 菲律賓大氣地球物理和天文管理局 風暴信號 |
| --------------------------------------- | --------------------------------------- | --------------------------------------- |
| 上一熱帶氣旋                            | 一號風暴信號                            | 下一熱帶氣旋                            |
| 颱風黑格比                              | 一號風暴信號                            | 熱帶風暴米克拉                          |
| 颱風黑格比                              | 二號風暴信號                            | 熱帶風暴米克拉                          |

## 釋義
1. ↑  當有2種以上全球預報模式表示某低壓區將於未來48小時內發展為熱帶氣旋，聯合颱風警報中心則將該系統之熱帶氣旋形成機會評級為「低」。除非環境異常優良，否則該系統在24小時內發展為熱帶氣旋的機會甚微。[4]
2. ↑  當有3種以上全球預報模式表示一低壓區將於未來48小時內發展為熱帶氣旋，聯合颱風警報中心則將該系統之熱帶氣旋形成機會評級為「中」。一般而言，即使發展機會增大，系統過了24小時之後發展成熱帶氣旋的機會才較高；但如果環境良好，系統亦可以在24小時內形成熱帶氣旋。[4]
3. ↑  當有3種以上全球預報模式表示一低壓區將於未來24小時內發展為熱帶氣旋，聯合颱風警報中心則將該系統之熱帶氣旋形成機會評級為「高」，並同步發出熱帶氣旋形成警報。此時該系統於24小時之內形成熱帶氣旋的機會極高，若氣象因素特別有利，該系統更可於6小時內增強為熱帶低氣壓。[4]

## 外部連結
- （日語）日本氣象廳首頁 （页面存档备份，存于）
- （英文）聯合颱風警報中心首頁 （页面存档备份，存于）
- （简体中文）中央氣象台首頁
- （繁體中文）中央氣象局首頁 （页面存档备份，存于）
- （繁體中文）香港天文台首頁 （页面存档备份，存于）
- （繁體中文）澳門地球物理暨氣象局首頁 （页面存档备份，存于）
- （英文）菲律賓大氣地球物理和天文管理局首頁 （页面存档备份，存于）